# Homoródi járás

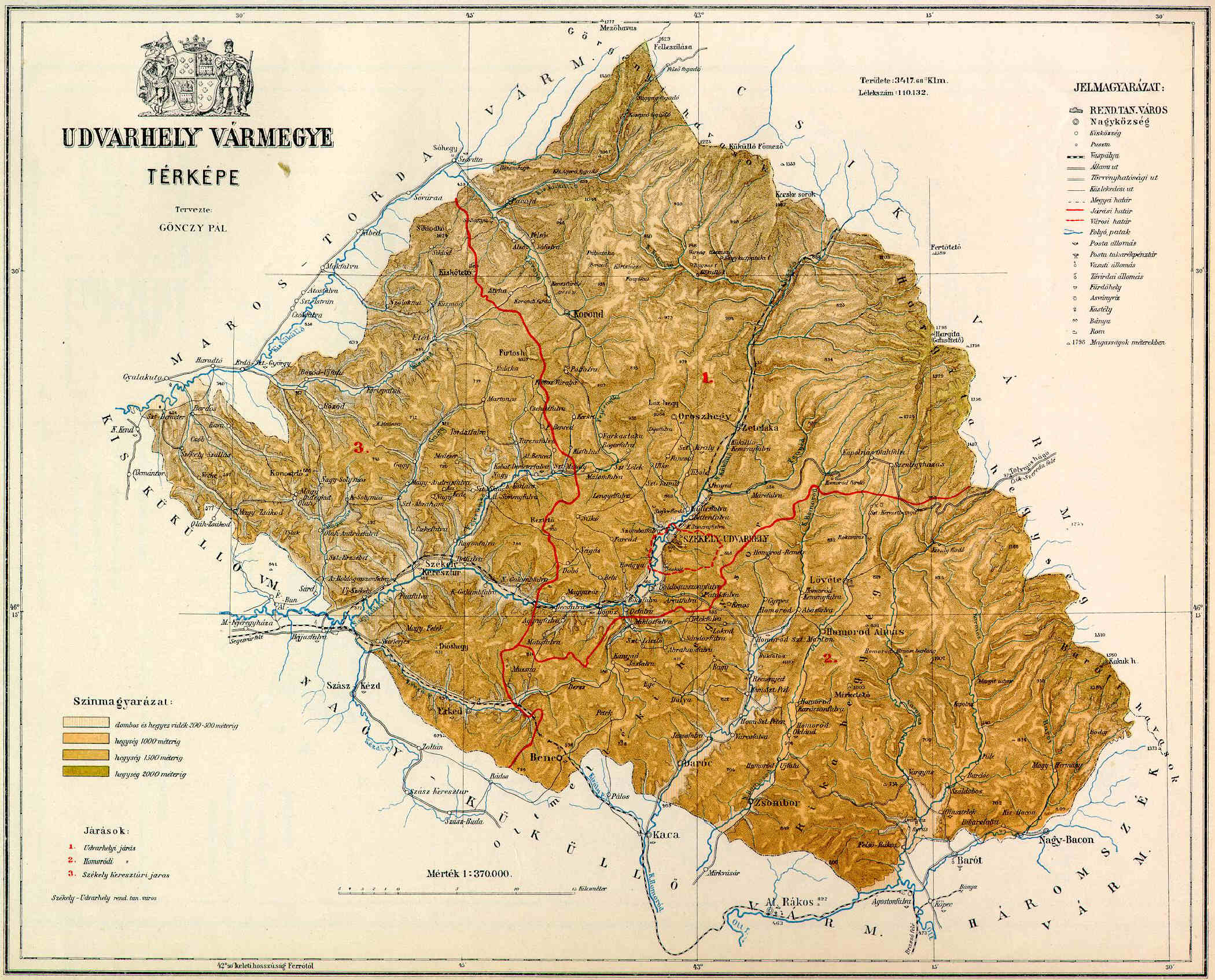
Udvarhely vármegye térképe (a Homoródi járás 2-es számmal van jelölve)

A Homoródi járás Udvarhely vármegye egyik járása volt a Magyar Királyságban. Székhelye Oklánd (románul Ocland) volt. 1910-ben 27 377 lakosa volt, ebből 25 940 magyar, 703 német és 638 román nemzetiségű. Ma a legnagyobb része Hargita megyéhez tartozik, néhány Brassó megyéhez tartozó falu kivételével.

## Települései 1913-ban
- Abásfalva
- Bágy
- Bardoc
- Bibarcfalva
- Ége
- Erdőfüle
- Felsőrákos
- Gyepes
- Homoródalmás
- Homoróddaróc
- Homoródjánosfalva
- Homoródkeményfalva
- Homoródremete
- Homoródszentmárton
- Homoródszentpál
- Homoródszentpéter
- Homoródújfalu
- Karácsonfalva most Homoródkarácsonyfalva
- Kénos
- Kisbacon
- Lókod
- Lövéte
- Magyarhermány
- Oklánd
- Olasztelek
- Recsenyéd
- Székelydálya
- Székelyszáldobos
- Székelyzsombor
- Telekfalva
- Vargyas
- Városfalva